# Golden Axe
Golden Axe – gra komputerowa typu beat ’em up osadzona w świecie fantasy, pierwsza z serii Golden Axe.
Akcja gry ma miejsce w krainie Yuria, wzorowanej na świecie znanym z serii o Conanie Barbarzyńcy. Głównym antagonistą jest Death Adder, który porwał króla i jego córkę, a także szuka Złotego Topora – symbolu całej krainy. Przeciwstawia mu się trójka bohaterów: Gilius Thunderhead, dzielny krasnolud z toporem, barbarzyńca Ax Battler oraz amazonka Tyris Flare.
Sama gra to przede wszystkim walka z poplecznikami Death Addera, w tym zwykłymi, uzbrojonymi ludźmi, gigantami, czy ożywionymi szkieletami. Niektórzy z przeciwników dosiadają przeróżnych zwierząt, po zrzuceniu wroga z siodła można takiego wierzchowca dosiąść. Po paru zmianach właściciela zwierzę ucieka. Każda postać, którą można sterować, ma swoją broń, a także potrafi używać odpowiednich czarów. Licznik magii uzupełniany jest za pomocą ksiąg wypadających z krasnali, które czasem się pojawiają. Rozgrywka jest trójwymiarowa, tak jak np. w serii Streets of Rage możliwe jest „wejście w głąb ekranu”, np. by uniknąć szarży wroga.
Dodatkowo zawarto tryb Duel Mode, gdzie postać gracza na małej arenie toczy pojedynek z coraz potężniejszymi przeciwnikami, czasem występującymi w parach, oraz na zwierzętach.

## Odbiór gry
Gra w wersji na Commodore 64 otrzymała od czasopisma „Zzap!64” wyróżnienie Gold Medal Award i ocenę ogólną na poziomie 96%. W uzasadnieniu napisano, iż jest to perfekcyjna bijatyka posiadająca ogromną grywalność. Z kolei czasopismo „Secret Service” przyznało grze średnią ocenę (z kategorii: grafika, dźwięk, miodność) wynoszącą 81,67%.